# Daniele De Rossi
Daniele De Rossi Ufficiale OMRI (n. 24 iulie 1983, Roma, Italia) este un fotbalist italian retras din activitate, care a jucat pe post de mijlocaș la echipe ca Roma și Boca Juniors. Pe plan internațional, are prezențe la națională pentru Italia U19⁠(d), Italia U20⁠(d), Italia U21⁠(d) și Italia. După încheierea carierei, a devenit antrenor, și a antrenat, printre altele, Roma și SPAL 2013.
A devenit campion mondial în 2006 cu echipa națională de fotbal a Italiei. 

## Palmares

### Club
Roma
- Coppa Italia: 2006–07, 2007–08
- Supercoppa Italiana: 2007

### Cu naționala
Italia
- Campionatul Mondial de Fotbal: 2006
- Vice-campion Campionatul European de Fotbal: 2012
- Locul trei la FIFA Confederations Cup: 2013

Naționala de juniori
- UEFA European Under-21 Championship: 2004
- Locul trei laOlympic Bronze Medal: 2004